# Albert Parsys
Albert Parsys (Tourcoing, 2 giugno 1890 – Tourcoing, 24 febbraio 1980) è stato un calciatore francese, di ruolo portiere.

## Carriera

### Club
Societario del Tourcoing, è considerato il secondo miglior portiere francese degli anni dieci dopo Pierre Chayriguès, che rifiutò di partecipare alle olimpiadi di Anversa 1920. Si offrì di partecipare al suo posto Parsys, che però fu sanzionato dal Comitato Interfederale per comportamento inaccettabile.

Si ritirò nel 1921, dopo essere rimasto in inattività per sei anni a causa della prima guerra mondiale.

### Nazionale
Debutta il 29 marzo 1914 a Torino contro l'Italia (2-0). Colleziona 5 presenze con la propria Nazionale, di cui due alle olimpiadi di Anversa 1920.

## Statistiche

### Cronologia presenze e reti in Nazionale
| Cronologia completa delle presenze e delle reti in nazionale ― Francia | Cronologia completa delle presenze e delle reti in nazionale ― Francia | Cronologia completa delle presenze e delle reti in nazionale ― Francia | Cronologia completa delle presenze e delle reti in nazionale ― Francia | Cronologia completa delle presenze e delle reti in nazionale ― Francia | Cronologia completa delle presenze e delle reti in nazionale ― Francia | Cronologia completa delle presenze e delle reti in nazionale ― Francia | Cronologia completa delle presenze e delle reti in nazionale ― Francia |
| Data                                                                   | Città                                                                  | In casa                                                                | Risultato                                                              | Ospiti                                                                 | Competizione                                                           | Reti                                                                   | Note                                                                   |
| ---------------------------------------------------------------------- | ---------------------------------------------------------------------- | ---------------------------------------------------------------------- | ---------------------------------------------------------------------- | ---------------------------------------------------------------------- | ---------------------------------------------------------------------- | ---------------------------------------------------------------------- | ---------------------------------------------------------------------- |
| 29-3-1914                                                              | Torino                                                                 | Italia                                                                 | 2 – 0                                                                  | Francia                                                                | Amichevole                                                             | -2                                                                     |                                                                        |
| 29-2-1920                                                              | Ginevra                                                                | Svizzera                                                               | 0 – 2                                                                  | Francia                                                                | Amichevole                                                             | -                                                                      |                                                                        |
| 28-3-1920                                                              | Parigi                                                                 | Francia                                                                | 2 – 1                                                                  | Belgio                                                                 | Amichevole                                                             | -1                                                                     |                                                                        |
| 29-8-1920                                                              | Anversa                                                                | Francia                                                                | 3 – 1                                                                  | Italia                                                                 | Giochi Olimpici 1920                                                   | -1                                                                     |                                                                        |
| 31-8-1920                                                              | Anversa                                                                | Rep. Ceca                                                              | 4 – 1                                                                  | Francia                                                                | Giochi Olimpici 1920                                                   | -4                                                                     |                                                                        |
| Totale                                                                 |                                                                        | Presenze                                                               | 5                                                                      |                                                                        | Reti                                                                   | -8                                                                     |                                                                        |

## Palmarès

### Club

#### Competizioni regionali
- Campionato USFSA: 1

Tourcoing: 1910